# Lista de parlamentares de Goiás
Relacionamos a seguir a composição da bancada de Goiás no Congresso Nacional após o Estado Novo em 1945 conforme dispõem os arquivos do Senado Federal, Câmara dos Deputados e do Tribunal Superior Eleitoral, com a ressalva que mandatos exercidos via suplência serão citados apenas mediante morte, impedimento ou renúncia dos titulares ou nas hipóteses previstas no Art. 56 – I da Constituição.

## Organização das listas
Na confecção das tabelas a seguir foi observada a grafia do nome parlamentar adotado por cada um dos representantes do estado no Congresso Nacional, e quanto à ordem dos parlamentares foi observado o critério do número de mandatos e caso estes coincidam será observado o primeiro ano em que cada parlamentar foi eleito e, havendo nova coincidência, usa-se a ordem alfabética.
A designação desta página remete aos senadores e deputados federais eleitos por Goiás sendo que os nomes em fundo verde exerceram mandatos parlamentares também fora do estado enquanto os representantes do Tocantins estão em página própria a partir da criação e instalação deste último por força da Constituição de 1988.

## Relação dos senadores eleitos
| Senadores eleitos       | Naturalidade            | Mandatos | Ano da eleição   | Notas                 | Referências                 |
| ----------------------- | ----------------------- | -------- | ---------------- | --------------------- | --------------------------- |
| Pedro Ludovico Teixeira | Goiás, GO               | 03       | 1945, 1954, 1962 | [ nota 2 ]            | [ 6 ] [ 7 ]                 |
| João Abraão             | Araguari, MG            | 02       | 1965, 1966       | [ nota 3 ] [ nota 4 ] | [ 8 ] [ 9 ]                 |
| Benedito Ferreira       | Urutaí, GO              | 02       | 1970, 1978       | [ nota 5 ]            |                             |
| Demóstenes Torres       | Anicuns, GO             | 02       | 2002, 2010       | [ nota 6 ]            | [ 10 ] [ 11 ]               |
| Lúcia Vânia             | Cumari, GO              | 02       | 2002, 2010       |                       |                             |
| Dário Cardoso           | Corumbá de Goiás, GO    | 01       | 1945             |                       |                             |
| Alfredo Nasser          | Caiapônia, GO           | 01       | 1947             |                       |                             |
| Domingos Velasco        | Goiás, GO               | 01       | 1950             |                       |                             |
| Coimbra Bueno           | Rio Verde, GO           | 01       | 1954             |                       |                             |
| Taciano Melo            | Capela, AL              | 01       | 1958             | [ nota 7 ]            |                             |
| Juscelino Kubitschek    | Diamantina, MG          | 01       | 1961             | [ nota 7 ] [ nota 3 ] | [ 12 ]                      |
| José Feliciano Ferreira | Jataí, GO               | 01       | 1962             |                       | [ 13 ] [ 14 ]               |
| Emival Caiado           | Goiás, GO               | 01       | 1970             | [ nota 3 ] [ nota 8 ] |                             |
| Osires Teixeira         | Santa Cruz de Goiás, GO | 01       | 1970             |                       |                             |
| Lázaro Barbosa          | Orizona, GO             | 01       | 1974             |                       |                             |
| Henrique Santillo       | Ribeirão Preto, SP      | 01       | 1978             |                       |                             |
| Mauro Borges            | Rio Verde, GO           | 01       | 1982             |                       | [ 15 ]                      |
| Iram Saraiva            | Goiânia, GO             | 01       | 1986             | [ nota 9 ]            | [ 16 ] [ 17 ]               |
| Irapuan Costa Júnior    | Goiânia, GO             | 01       | 1986             |                       |                             |
| Onofre Quinan           | Vianópolis, GO          | 01       | 1990             | [ nota 10 ]           |                             |
| Iris Rezende            | Cristianópolis, GO      | 01       | 1994             | [ nota 11 ]           | [ 18 ]                      |
| Mauro Miranda           | Uberaba, MG             | 01       | 1994             |                       |                             |
| Maguito Vilela          | Jataí, GO               | 01       | 1998             |                       | [ 19 ]                      |
| Marconi Perillo         | Palmeiras de Goiás, GO  | 01       | 2006             | [ nota 12 ]           |                             |
| Ronaldo Caiado          | Anápolis, GO            | 01       | 2014             | [ nota 13 ]           | [ 20 ] [ 21 ] [ 22 ] [ 23 ] |
| Jorge Kajuru            | Cajuru, SP              | 01       | 2018             |                       | [ 24 ]                      |
| Vanderlan Cardoso       | Iporá, GO               | 01       | 2018             |                       | [ 24 ]                      |
| Wilder Morais           | Taquaral de Goiás, GO   | 01       | 2022             |                       | [ 25 ]                      |
| Fontes:                 |                         |          |                  |                       |                             |

## Relação dos deputados federais eleitos
| Deputados federais eleitos | Naturalidade                 | Mandatos | Ano da eleição                                 | Notas       | Referências |
| -------------------------- | ---------------------------- | -------- | ---------------------------------------------- | ----------- | ----------- |
| Roberto Balestra           | Inhumas, GO                  | 08       | 1986, 1990, 1994, 1998, 2002, 2006, 2010, 2014 |             |             |
| Rezende Monteiro           | Caiapônia, GO                | 06       | 1958, 1962, 1966, 1970, 1974, 1978             |             |             |
| José Freire                | Arraias, TO                  | 06       | 1962, 1966, 1970, 1978, 1982, 1986             | [ nota 14 ] | [ 26 ]      |
| Jovair Arantes             | Buriti Alegre, GO            | 06       | 1994, 1998, 2002, 2006, 2010, 2014             |             |             |
| Rubens Otoni               | Goianésia, GO                | 06       | 2002, 2006, 2010, 2014, 2018, 2022             |             |             |
| Fernando Cunha             | Itumbiara, GO                | 05       | 1970, 1974, 1978, 1982, 1986                   |             |             |
| Ronaldo Caiado             | Anápolis, GO                 | 05       | 1990, 1998, 2002, 2006, 2010                   |             |             |
| Pedro Chaves               | São Domingos, GO             | 05       | 1998, 2002, 2006, 2010, 2014                   |             |             |
| João Campos de Araújo      | Peixe, TO                    | 05       | 2002, 2006, 2010, 2014, 2018                   |             |             |
| Jales Machado              | Alfenas, MG                  | 04       | 1945, 1950, 1962, 1966                         |             |             |
| Benedito Vaz               | Ipameri, GO                  | 04       | 1950, 1954, 1958, 1962                         |             |             |
| Emival Caiado              | Goiás, GO                    | 04       | 1954, 1958, 1962, 1966                         |             |             |
| Siqueira Campos            | Crato, CE                    | 04       | 1970, 1974, 1982, 1986                         | [ nota 15 ] | [ 27 ]      |
| Sandro Mabel               | Ribeirão Preto, SP           | 04       | 1994, 2002, 2006, 2010                         |             |             |
| Vilmar Rocha               | Niquelândia, GO              | 04       | 1994, 1998, 2002, 2010                         |             |             |
| Flávia Morais              | Belo Horizonte, MG           | 04       | 2010, 2014, 2018, 2022                         |             |             |
| João de Abreu              | Taguatinga, TO               | 03       | 1945, 1950, 1954                               |             |             |
| Ary Valadão                | Anicuns, GO                  | 03       | 1966, 1970, 1974                               | [ nota 16 ] | [ 28 ]      |
| Brasílio Caiado            | Goiás, GO                    | 03       | 1970, 1978, 1982                               |             |             |
| Juarez Bernardes           | Planaltina, GO               | 03       | 1970, 1974, 1982                               |             |             |
| Ademar Santillo            | Ribeirão Preto, SP           | 03       | 1974, 1978, 1982                               | [ nota 17 ] | [ 29 ]      |
| Iturival Nascimento        | Rio Verde, GO                | 03       | 1974, 1978, 1982                               |             |             |
| João Natal                 | Macaúbas, BA                 | 03       | 1986, 1990, 1994                               |             |             |
| Lúcia Vânia                | Cumari, GO                   | 03       | 1986, 1990, 1998                               |             |             |
| Pedro Canedo               | Anápolis, GO                 | 03       | 1986, 1994, 1998                               |             |             |
| José Gomes da Rocha        | Itumbiara, GO                | 03       | 1990, 1994, 1998                               |             | [ 30 ]      |
| Barbosa Neto               | Goiânia, GO                  | 03       | 1994, 1998, 2002                               |             |             |
| Pedro Wilson               | Marzagão, GO                 | 03       | 1994, 1998, 2006                               |             |             |
| Luís Bittencourt           | Goiânia, GO                  | 03       | 1998, 2002, 2006                               |             |             |
| Carlos Alberto Leréia      | Bambuí, MG                   | 03       | 2002, 2006, 2010                               |             |             |
| Leandro Vilela             | Jataí, GO                    | 03       | 2002, 2006, 2010                               |             |             |
| Leonardo Vilela            | Belo Horizonte, MG           | 03       | 2002, 2006, 2010                               |             |             |
| Sandes Júnior              | Porto Nacional, TO           | 03       | 2002, 2006, 2010                               |             |             |
| Célio Silveira             | Luziânia, GO                 | 03       | 2014, 2018, 2022                               |             |             |
| Magda Mofatto              | Limeira, SP                  | 03       | 2014, 2018, 2022                               |             |             |
| Galeno Paranhos            | Catalão, GO                  | 02       | 1945, 1950                                     |             |             |
| Wagner Estelita            | Catalão, GO                  | 02       | 1954, 1958                                     |             |             |
| Alfredo Nasser             | São Paulo, SP                | 02       | 1958, 1962                                     |             |             |
| Anísio Rocha               | Palmeiras, BA                | 02       | 1958, 1962                                     |             |             |
| Castro Costa               | Trindade, GO                 | 02       | 1958, 1962                                     |             |             |
| Mauro Borges               | Rio Verde, GO                | 02       | 1958, 1990                                     |             |             |
| Celestino Filho            | Corumbaíba, GO               | 02       | 1962, 1966                                     | [ nota 18 ] | [ 31 ]      |
| Anapolino de Faria         | Anápolis, GO                 | 02       | 1966, 1970                                     |             |             |
| Vilmar Guimarães           | Rio Verde, GO                | 02       | 1966, 1970                                     |             |             |
| Jarmund Nasser             | Caiapônia, GO                | 02       | 1970, 1974                                     |             |             |
| Hélio Levy                 | Catalão, GO                  | 02       | 1974, 1978                                     |             |             |
| José de Assis              | Mineiros, GO                 | 02       | 1974, 1978                                     | [ nota 19 ] |             |
| Genésio de Barros          | Morrinhos, GO                | 02       | 1978, 1982                                     |             |             |
| Iram Saraiva               | Goiânia, GO                  | 02       | 1978, 1982                                     |             | [ 16 ]      |
| Aldo Arantes               | Anápolis, GO                 | 02       | 1986, 1994                                     |             |             |
| Délio Braz                 | Luziânia, GO                 | 02       | 1986, 1990                                     |             |             |
| Mauro Miranda              | Uberaba, MG                  | 02       | 1986, 1990                                     |             |             |
| Naphtali Alves de Souza    | Morrinhos, GO                | 02       | 1986, 1990                                     |             |             |
| Maria Valadão              | Anicuns, GO                  | 02       | 1990, 1994                                     |             |             |
| Pedrinho Abrão             | Goiânia, GO                  | 02       | 1990, 1994                                     |             |             |
| Lídia Quinan               | Campinas, SP                 | 02       | 1994, 1998                                     |             | [ 32 ]      |
| Raquel Teixeira            | Goiânia, GO                  | 02       | 2002, 2006                                     |             |             |
| Iris de Araújo             | Três Lagoas, MS              | 02       | 2006, 2010                                     |             | [ 33 ]      |
| Heuler Cruvinel            | Rio Verde, GO                | 02       | 2010, 2014                                     |             |             |
| Thiago Peixoto             | Brasília, DF                 | 02       | 2010, 2014                                     |             |             |
| Delegado Waldir            | Jacarezinho, PR              | 02       | 2014, 2018                                     |             |             |
| Lucas Vergílio             | Goiânia, GO                  | 02       | 2014, 2018                                     |             |             |
| Adriano Avelar             | Goiás, GO                    | 02       | 2018, 2022                                     |             |             |
| Alcides Ribeiro Filho      | Remanso, BA                  | 02       | 2018, 2022                                     |             |             |
| Glaustin da Fokus          | Goiânia, GO                  | 02       | 2018, 2022                                     |             |             |
| José Nelto                 | Tiros, MG                    | 02       | 2018, 2022                                     |             |             |
| Zacharias Calil            | Goiânia, GO                  | 02       | 2018, 2022                                     |             |             |
| Caiado de Godoy            | Goiás, GO                    | 01       | 1945                                           |             |             |
| Diógenes Magalhães         | Maceió, AL                   | 01       | 1945                                           |             |             |
| Domingos Velasco           | Goiás, GO                    | 01       | 1945                                           |             |             |
| Guilherme Xavier           | Morrinhos, GO                | 01       | 1945                                           |             |             |
| José Fleury                | Goiás, GO                    | 01       | 1950                                           |             |             |
| Paulo Fleury               | Goiás, GO                    | 01       | 1950                                           |             |             |
| Plínio Gayer               | Santiago, RS                 | 01       | 1950                                           | [ nota 20 ] |             |
| Cunha Bastos               | Rio Verde, GO                | 01       | 1954                                           |             |             |
| Fonseca e Silva            | Jaraguá, GO                  | 01       | 1954                                           |             |             |
| Nicanor Silva              | Itaberaí, GO                 | 01       | 1954                                           |             |             |
| Taciano Melo               | Capela, AL                   | 01       | 1954                                           |             |             |
| Geraldo de Pina            | Pirenópolis, GO              | 01       | 1962                                           |             |             |
| Haroldo Duarte             | Anápolis, GO                 | 01       | 1962                                           |             |             |
| José Ludovico de Almeida   | Itaberaí, GO                 | 01       | 1962                                           |             |             |
| José Peixoto da Silveira   | Cristais, MG                 | 01       | 1962                                           |             |             |
| Antônio Magalhães          | Formoso, GO                  | 01       | 1966                                           | [ nota 4 ]  | [ 9 ]       |
| Benedito Ferreira          | Urutaí, GO                   | 01       | 1966                                           |             |             |
| Lisboa Machado             | Monte Alegre de Minas, MG    | 01       | 1966                                           |             |             |
| Joaquim Cordeiro           | Arraias, TO                  | 01       | 1966                                           |             |             |
| Paulo Campos               | Rio Verde, GO                | 01       | 1966                                           | [ nota 21 ] | [ 34 ]      |
| Henrique Fanstone          | Anápolis, GO                 | 01       | 1970                                           |             |             |
| Elcival Caiado             | Goiás, GO                    | 01       | 1974                                           |             |             |
| Genervino Fonseca          | Catalão, GO                  | 01       | 1974                                           |             |             |
| Hélio Mauro                | Goiânia, GO                  | 01       | 1974                                           |             |             |
| Anísio de Sousa            | Pirenópolis, GO              | 01       | 1978                                           | [ nota 22 ] |             |
| Francisco de Castro        | Jaraguá, GO                  | 01       | 1978                                           |             | [ 35 ]      |
| Jamel Cecílio              | Anápolis, GO                 | 01       | 1978                                           | [ nota 23 ] |             |
| Paulo Borges               | Rio Verde, GO                | 01       | 1978                                           |             |             |
| Ibsen de Castro            | Morrinhos, GO                | 01       | 1982                                           |             | [ 36 ]      |
| Irapuan Costa Júnior       | Goiânia, GO                  | 01       | 1982                                           |             |             |
| Jaime Câmara               | João Câmara, RN              | 01       | 1982                                           |             |             |
| João Divino                | Goiânia, GO                  | 01       | 1982                                           |             |             |
| Joaquim Roriz              | Luziânia, GO                 | 01       | 1982                                           | [ nota 24 ] | [ 37 ]      |
| Tobias Alves               | Miguelópolis, SP             | 01       | 1982                                           |             | [ 38 ]      |
| Wolney Siqueira            | Pirenópolis, GO              | 01       | 1982                                           |             |             |
| Antônio de Jesus           | Anápolis, GO                 | 01       | 1986                                           |             | [ 39 ]      |
| Jales Fontoura             | Uberaba, MG                  | 01       | 1986                                           |             |             |
| Luiz Soyer                 | Inhumas, GO                  | 01       | 1986                                           |             |             |
| Maguito Vilela             | Jataí, GO                    | 01       | 1986                                           |             | [ 19 ]      |
| Nion Albernaz              | Goiás, GO                    | 01       | 1986                                           | [ nota 25 ] | [ 40 ]      |
| Paulo Roberto Cunha        | Rio Verde, GO                | 01       | 1986                                           |             |             |
| Antônio Faleiros           | Estrela do Sul, MG           | 01       | 1990                                           |             |             |
| Haley Margon               | Catalão, GO                  | 01       | 1990                                           |             |             |
| Lázaro Barbosa             | Orizona, GO                  | 01       | 1990                                           |             |             |
| Osório Santa Cruz          | Rio Verde, GO                | 01       | 1990                                           |             |             |
| Paulo Mandarino            | Niterói, RJ                  | 01       | 1990                                           |             |             |
| Virmondes Cruvinel         | Hidrolândia, GO              | 01       | 1990                                           |             |             |
| Josias Gonzaga             | Goiás, GO                    | 01       | 1994                                           |             |             |
| Marconi Perillo            | Palmeiras de Goiás, GO       | 01       | 1994                                           |             |             |
| Orcino Gonçalves           | Frutal, MG                   | 01       | 1994                                           |             |             |
| Rubens Cosac               | Ipameri, GO                  | 01       | 1994                                           |             | [ 41 ]      |
| Euler Morais               | Arapuá, MG                   | 01       | 1998                                           |             |             |
| Geovan Freitas             | Jataí, GO                    | 01       | 1998                                           |             |             |
| Juquinha das Neves         | Goiânia, GO                  | 01       | 1998                                           |             |             |
| Nair Lobo                  | Anápolis, GO                 | 01       | 1998                                           |             | [ 42 ]      |
| Norberto Teixeira          | São Pedro, SP                | 01       | 1998                                           |             | [ 43 ]      |
| Henrique Meirelles         | Anápolis, GO                 | 01       | 2002                                           | [ nota 26 ] | [ 44 ]      |
| Neide Aparecida da Silva   | Quirinópolis, GO             | 01       | 2002                                           |             |             |
| José Tatico                | Teixeiras, MG                | 01       | 2006                                           | [ nota 27 ] |             |
| Marcelo Melo               | Luziânia, GO                 | 01       | 2006                                           |             |             |
| Armando Vergílio           | Uberlândia, MG               | 01       | 2010                                           |             |             |
| Alexandre Baldy            | Goiânia, GO                  | 01       | 2014                                           |             |             |
| Daniel Vilela              | Jataí, GO                    | 01       | 2014                                           |             |             |
| Fábio Sousa                | Goiânia, GO                  | 01       | 2014                                           |             |             |
| Giuseppe Vecci             | Itauçu, PR                   | 01       | 2014                                           |             |             |
| Marcos Abrão               | Goiânia, GO                  | 01       | 2014                                           |             |             |
| Alcides Rodrigues          | Santa Helena de Goiás, GO    | 01       | 2018                                           |             |             |
| Elias Vaz                  | Goiânia, GO                  | 01       | 2018                                           |             |             |
| Francisco Júnior           | Goiânia, GO                  | 01       | 2018                                           |             |             |
| Vitor Hugo                 | Salvador, BA                 | 01       | 2018                                           |             |             |
| Zé Mário                   | Porto União, SC              | 01       | 2018                                           |             |             |
| Adriana Accorsi            | Itapuranga, GO               | 01       | 2022                                           |             |             |
| Daniel Agrobom             | Uberlândia, MG               | 01       | 2022                                           |             |             |
| Gustavo Gayer              | Goiânia, GO                  | 01       | 2022                                           |             |             |
| Ismael Alexandrino         | São Luís de Montes Belos, GO | 01       | 2022                                           |             |             |
| Jeferson Rodrigues         | Goiânia, GO                  | 01       | 2022                                           |             |             |
| Lêda Borges                | Conquista, MG                | 01       | 2022                                           |             |             |
| Marussa Boldrin            | Rio Verde, GO                | 01       | 2022                                           |             |             |
| Silvye Alves               | Goiânia, GO                  | 01       | 2022                                           |             |             |
| Fontes:                    |                              |          |                                                |             |             |

## Mandatos nas duas casas
Foram eleitos para mandatos alternados de senador e deputado federal por Goiás os seguintes nomes: Benedito Ferreira, Domingos Velasco, Emival Caiado, Iram Saraiva, Irapuan Costa Júnior, Lázaro Barbosa, Lúcia Vânia, Maguito Vilela, Marconi Perillo, Mauro Borges, Mauro Miranda, Ronaldo Caiado e Taciano Melo. Quanto a Joaquim Roriz este foi eleito deputado federal por Goiás em 1982 e senador pelo Distrito Federal em 2006.

## Origem dos parlamentares do estado
| Origem  | Senadores | Percentual |
| ------- | --------- | ---------- |
| GO      | 22        | 78,57%     |
| MG      | 03        | 10,72%     |
| SP      | 02        | 7,14%      |
| AL      | 01        | 3,57%      |
| Total   | 28        | 100%       |
| Fontes: |           |            |

| Origem  | Deputados | Percentual |
| ------- | --------- | ---------- |
| GO      | 103       | 70,55%     |
| MG      | 16        | 10,96%     |
| SP      | 07        | 4,80%      |
| TO      | 05        | 3,43%      |
| BA      | 04        | 2,74%      |
| AL      | 02        | 1,37%      |
| PR      | 02        | 1,37%      |
| CE      | 01        | 0,68%      |
| DF      | 01        | 0,68%      |
| MS      | 01        | 0,68%      |
| RJ      | 01        | 0,68%      |
| RN      | 01        | 0,68%      |
| RS      | 01        | 0,68%      |
| SC      | 01        | 0,68%      |
| Total   | 146       | 99,98%     |
| Fontes: |           |            |